# El Hadji Assane Faye
El Hadji Assane Faye  est l'inventeur de l'alphabet Garay.

## Biographie
El Hadji Assane Faye, inventeur de l'alphabet Garay, est le fils de Mouhamed Faye et d’Aminata Ndoye. Il est né à Kel à Yénne Dialaw le 31/12/1932. Il habite à Dakar Dieuppeul-Derklé1 quartier Darou Salaam 2. Il est «Imam Ratib» de la mosquée de la commune. 
Actuellement à la retraite, il fut inspecteur d’enseignement en langue Arabe depuis 1991, président du mouvement des enseignants en langues africaines (MELAS) et consultant à l’UNESCO.
Le professeur Faye a transcrit 19 œuvres en Garay (syllabaire, livres de contes, mathématiques, traduction du Coran...) Toutes ses œuvres ont été envoyées à l’UNESCO pour la protection et reconnaissance.